# Les affaires sont les affaires (film, 2022)
Pour les articles homonymes, voir Les affaires sont les affaires.
Pour plus de détails, voir Fiche technique et Distribution.
Les affaires sont les affaires est un dramatique français réalisé par Christian Chauvaud et sorti en 2022.

## Synopsis
Chantages, malversations, font partie du quotidien d‘Isidore Lechat, riche homme d’affaires, prêt à tout pour parvenir à ses fins. 
Les deux ingénieurs avec lesquels il est en discussion en seront pour leurs frais. Il souhaite aussi conclure le mariage de sa fille avec le fils du marquis de Porcelet. Germaine refusera la « transaction ». Mais son obsession maladive des affaires risque de le mener au pire pour lui et sa famille.

## Fiche technique
- Titre original : Les affaires sont les affaires
- Réalisation : Christian Chauvaud
- Scénario : Christian Chauvaud, d'après la pièce de théâtre Les affaires sont les affaires d'Octave Mirbeau
- Musique : Vladimir Cosma
- Photographie : Jean-Paul Servent
- Montage : Antoine Delelis
- Production : Christian Chauvaud
- Directeur de production : Antoine Delelis
- Collaborateur casting ; Olivier Bruaux
- Premier assistant réalisateur : Antoine Delelis
- Cheffe décoratrice : Cécile Arnaud
- Décoratrice : Laurence Szymaszek
- Cheffe costumière : Dorothée Lissac
- Costumière : Ariane Meillier
- Sociétés de production : ICP
- Pays :  France
- Langue originale : français
- Format :
- Genre : dramatique
- Durée :93 minutes
- Dates de sortie :
  - France : 
    - 27 juin 2022, à la SACD

## Distribution
- Christian Chauvaud : Isidore Lechat
- Joëlle Haddad Champeyroux : Mme Lechat
- Florence Gaussen : Germaine Lechat
- Iñaki Lartigue : Xavier Lechat
- Régis Bocquet : Grugh
- Dominique Oke-Saincrit : Phinck
- Olivier Bruaux : Lucien Garraud
- Gérard Cheylus : vicomte de la Fontenelle
- Franck Delage : marquis de Porcelet
- Emmanuel Nakach : Jules
- Sacha Audit : Lubin
- Annaëlle Campion : Julie
- Idriss : commandant Bigeard
- Bruno Vizcaino : le vacher
- Kellian Franca : le motard
- Philippe Guilloteau : Zézé
- Yann Ludmann : le coursier
- Alain Dahan : le nouveau jardinier
- Olivier Bohin : le ministre de l'Agriculture